# Поляны (Ровненская область)
Поляны (укр. Поляни) — село в Малинской сельской общине Ровненского района Ровненской области Украины.
До 2020 года входило в Березновский район.
Население по переписи 2001 года составляло 1478 человек. Почтовый индекс — 34612. Телефонный код — 3653. Код КОАТУУ — 5620488001.